# Dietmar Hahlweg

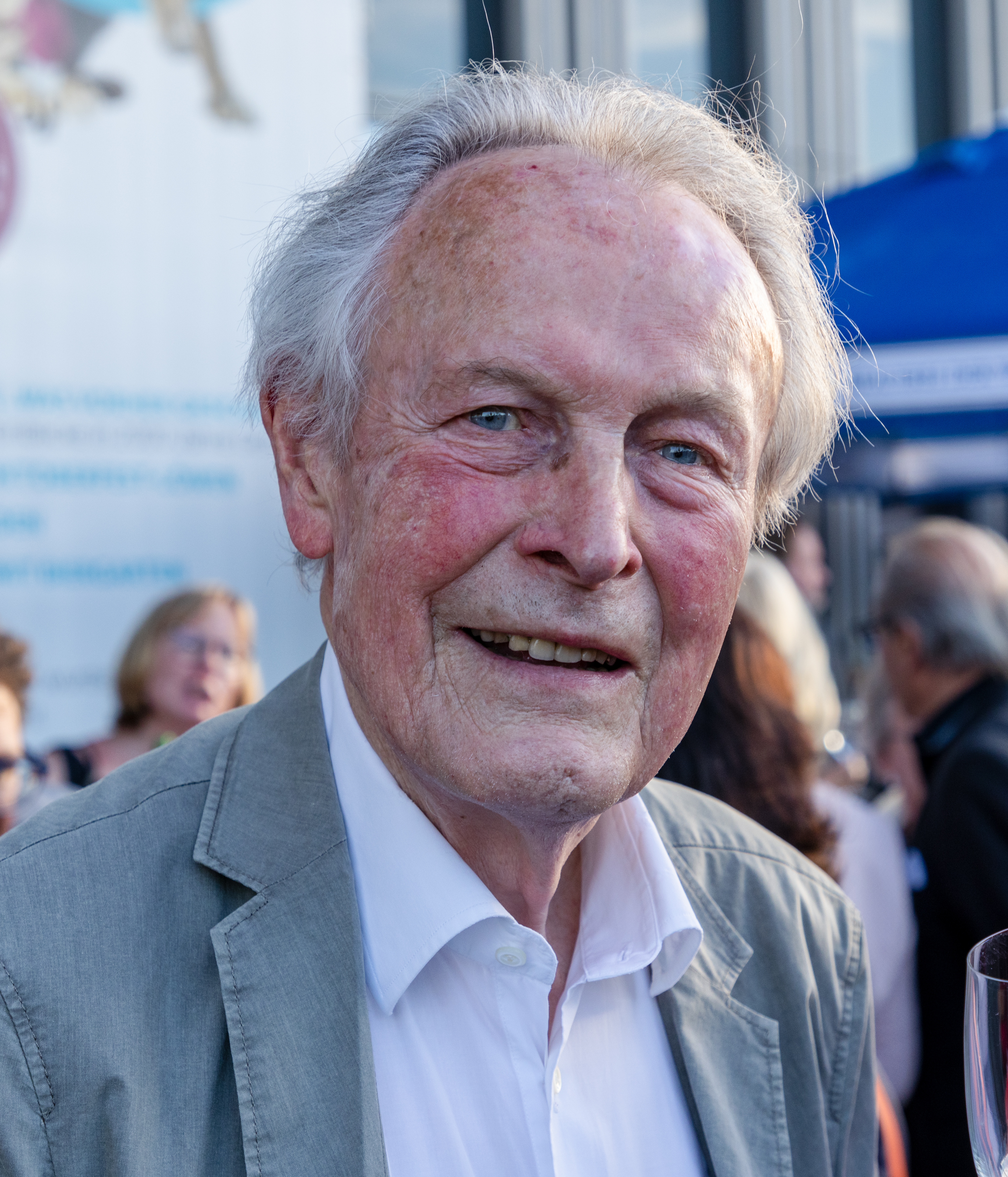
Dietmar Hahlweg, 2022

Dietmar Hahlweg (* 31. Dezember 1934 in Jagatschütz, Landkreis Trebnitz, Provinz Niederschlesien, Preußen) ist ein deutscher Politiker (SPD). Von 1972 bis 1996 war er Oberbürgermeister der Stadt Erlangen.

## Lebenslauf bis zum Amt des Oberbürgermeisters
Dietmar Hahlweg wurde im niederschlesischen Dorf Jagatschütz bei Prausnitz geboren. Nach der Vertreibung wohnte er mit seiner Familie in der Stadt Marktredwitz (Oberfranken). Nach dem Abitur 1953 studierte Hahlweg von 1953 bis 1957 Rechtswissenschaften in Bonn, München und Erlangen. 1960 wurde er an der Friedrich-Alexander-Universität Erlangen promoviert. Nach dem Zweiten Staatsexamen folgte 1961/62 ein Auslandsaufenthalt an der Universität Pittsburgh.
Hahlweg war ab 1964 Beamter beim Landratsamt Erlangen. 1971/72 leitete er das Amt für Planung und Bauaufsicht bei der Regierung von Mittelfranken.
Dietmar Hahlweg war mit Heidi Hahlweg verheiratet, die am 17. Februar 2021 im Alter von 85 Jahren verstarb. Die Fernsehmoderatorin Barbara Hahlweg ist ihre gemeinsame Tochter.

## Oberbürgermeister der Stadt Erlangen (1972 bis 1996)

### Wahlergebnisse
Hahlweg trat erstmals 1971 als Kandidat der SPD für das Amt des Erlanger Oberbürgermeisters an, unterlag mit 48,1 Prozent der Stimmen Amtsinhaber Heinrich Lades. Bei der ein Jahr später wegen der Gebietsreform notwendig gewordenen Neuwahl des Oberbürgermeisters gewann er klar mit 56,4 Prozent gegen Lades. Bei seinem Amtsantritt war er mit 37 Jahren jüngster Oberbürgermeister Bayerns.
Bei den Oberbürgermeister-Wahlen 1978 (57,9 Prozent unter anderem gegen Gerd Lohwasser (CSU)), 1984 (59,4 Prozent unter anderem gegen Gerd Lohwasser) und 1990 (57,4 Prozent unter anderem gegen Joachim Herrmann) wurde Hahlweg in allen Fällen im ersten Wahlgang im Amt bestätigt. Bei der Oberbürgermeisterwahl 1996 verzichtete Hahlweg auf eine erneute Kandidatur und schied zum 30. April 1996 aus seinem Amt aus. Zu seinem Nachfolger wurde Siegfried Balleis (CSU) gewählt.

### Umweltpolitik
Zu einem Markenzeichen der Politik Dietmar Hahlwegs wurde seine „Überzeugung der Gleichwertigkeit von Ökologie und Ökonomie“. Dies führte zu einer am Umweltgedanken orientierten Stadtentwicklung mit umweltfreundlicher Verkehrspolitik und Landschafts- und Gartenplanung. Vor allem die konsequente Förderung des Radverkehrs brachten Erlangen den Ruf einer Fahrradstadt ein. Aber auch andere Maßnahmen unter Dietmar Hahlweg, wie die Modernisierung der Kläranlage, der Ausbau des Fernwärme- und Erdgasnetzes und die Direkteinspeisung von Solarstrom in das Netz der Stadtwerke, führten zur Aufnahme Erlangens in die UN-Ehrenliste „Global 500“ und zur Vergabe des Titels „Bundeshauptstadt für Natur- und Umweltschutz“ durch die Deutsche Umwelthilfe sowohl 1990 als auch 1991.

### Ostpolitik
Der Sozialdemokrat Hahlweg bemühte sich ebenfalls, die Ostpolitik Willy Brandts auf kommunaler Ebene zu unterstützen. Dazu gehörten Veranstaltungen wie „Begegnung mit Polen“ (1976) oder die Aufnahme von Verhandlungen über eine Städtepartnerschaft mit Wladimir in der damaligen Sowjetunion. Diese führten 1987 ebenso zum Erfolg wie die Verhandlungen mit Jena.

## Deutscher Städtetag
Hahlweg war Mitglied einiger Ausschüsse des Deutschen Städtetags und dessen Vertreter im Ausschuss der Regionen.

## Auszeichnungen
Dietmar Hahlweg hat in seinem Leben eine Vielzahl von Auszeichnungen erhalten. 1981 erhielt er den Naturschutzpreis des Bundes Naturschutz in Bayern. Seit 1991 ist er Ritter der französischen Ehrenlegion, 1993 erhielt er das Bundesverdienstkreuz 1. Klasse. Seit 1995 ist er Träger des Bayerischen Verdienstordens. Er ist außerdem Ehrensenator der Friedrich-Alexander-Universität Erlangen-Nürnberg.
Für seine Verdienste um die Stadt Erlangen wurde Dietmar Hahlweg bei seinem Ausscheiden aus dem Amt 1996 die Ehrenbürgerwürde Erlangens verliehen.
Im selben Jahr erhielt er auf dem Comic-Salon Erlangen den Max-und-Moritz-Preis als „Spezialpreis“ der Jury. „Diesem Mann, der nicht einmal expliziter Comic-Fan genannt werden will, ist es zu verdanken, daß der Erlanger Comic-Salon zu dem werden konnte, was er heute ist: ein Comic-Festival mit Weltruf.“ (Raphael Wünsch 1996)
Überregional bekannt wurde Dietmar Hahlweg durch die Erlanger Fun-Metal-Band J.B.O., da er in ihrem Lied Der Weiße Hai im Dechsendorfer Weiher erwähnt wird.